# Sân bay quốc tế Federal de Bachigualato
Sân bay quốc tế Federal Bachigualato (IATA: CUL, ICAO: MMCL) là một sân bay quốc tế ở Culiacán, Sinaloa, México. Đây là cửa ngõ hàng không quan trọng nhất của bang Sinaloa, là cửa ngõ quốc tế quan trọng thứ hai của bang này, sau Sân bay quốc tế Mazatlán. Sân bay này đã trải qua nhiều cải tạo nâng cấp và hiện có công suất thiết kế hơn 7 triệu lượt khách một năm. Cơ quan vận hành bởi Grupo Aeroportuario Centro Norte.

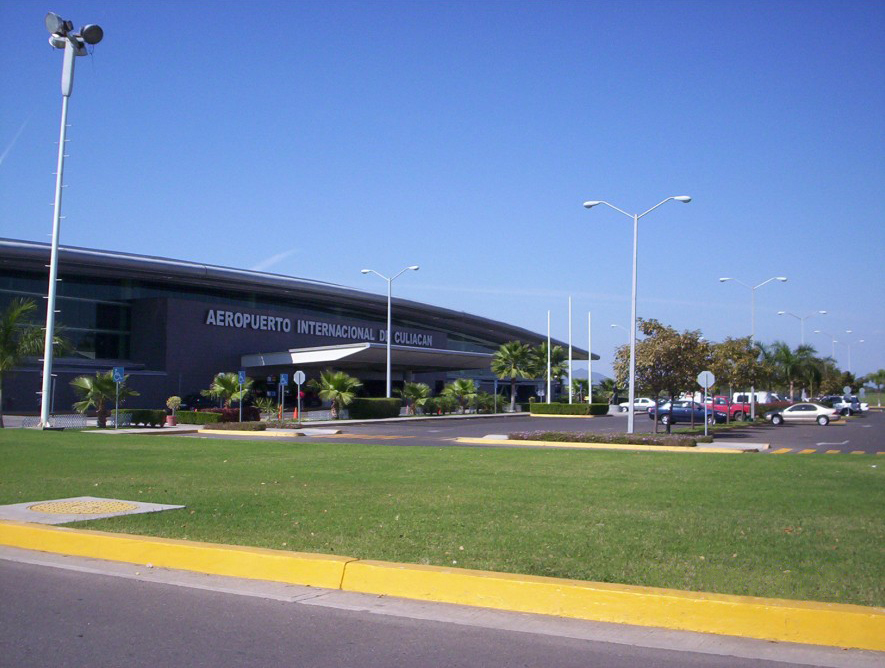
Nhà ga

## Các hãng hàng không và các tuyến điểm

### Air Taxi
- Aéreo Calafia (Cabo San Lucas)
- Aéreo Pacifico (Chihuahua, Cabo San Lucas)

### Nội địa
- Aero California (Guadalajara, La Paz, Thành phố Mexico, Monterrey, Tijuana)
- Aeroméxico (Mexico City, Tijuana)
  - Aeroméxico Connect (Chihuahua, Guadalajara, Hermosillo, La Paz, Mexicali, Thành phố Mexico, Monterrey, Tijuana)
- Mexicana (Mexicali, Thành phố Mexico)
- Viva Aerobus (Monterrey, Tijuana)
- Volaris (Guadalajara, Tijuana, Toluca)

### Quốc tế
- Aeroméxico
  - Aeroméxico Connect (Los Angeles)
- Delta Air Lines
  - Delta Connection operated by ExpressJet Airlines (Los Angeles) [Ends ngày 17 tháng 8 năm 2008]
- Mexicana (Los Angeles)

## Tai nạn và sự cố
- Ngày 5 tháng 7 năm 2007, máy bay chở hàng củad Sabreliner không cất cánh được ở dân bau này do mất kiểm soát và trượt khỏi đường băng vào một xa lộ. 3 người trên máy bay và 6 người trên mặt đất thiệt mạng và 5 người nữa bị thương.[1]